# 스리랑카의 기독교
스리랑카에서 기독교는 소수 종교에 속한다. 스리랑카에 기독교가 전래된 것은 기원후 1세기로, 전승에서는 사도 토마가 기원후 52년 케랄라에 도착한 후 전래되었다고 전해진다. 스리랑카는 지리적 및 경제적으로 중동과 가까워, 기독교가 비교적 빠르게 전파되었다.
스리랑카에 남아있는 기록에 따르면, 스리랑카에는 성 토마스 기독교인과 네스토리우스파 기독교인이 거주하였으며, 아누라다푸라 십자가는 포르투갈의 도착 전 스리랑카에 기독교가 존재했음을 보여주는 유물이다. 기원후 5세기 다투세나 왕 집권기에 네스토리우스파 기독교인이 스리랑카에 다수 거주하였으며, 카사파 왕조 시기에는 페르시아 기독교인과 왕가가 관련이 있었다는 기록이 남아 있다. 망갈로르에서 배 75척을 타고 출발해 칠라우에 도착한 싱할라군 다수는 네스토리우스파 기독교인이었으며, 싱할라군 장군이자 페르시아에서 신부였던 마가 브라마나는 다투세나 왕에게 시기리야에 왕궁을 지으라고 조언한 것으로 전해진다. 1912년 발굴된 아누라다푸라 십자가는 당시 스리랑카의 수도였던 아누라다푸라에 네스토리우스파 기독교인이 존재했다는 증거로 받아들여지고 있다.

## 가톨릭
식민지 시대 이전 스리랑카에 있던 성 토마스 기독교인과 네스토리우스파 기독교인은 가톨릭 교회와 연합을 결성했다. 스리랑카 내 가톨릭을 지원하기 위해, 1329년에는 요르다누스가, 1348년에는 교황 특사인 조반니 데 마리뇰리가 스리랑카에 도착했다. 오도릭처럼 스리랑카를 방문한 가톨릭교도 여행자도 있었다.
1505년 포르투갈에 의해 가톨릭이 공식적으로 전파되었으며, 2012년 인구 조사 기준 인구의 6.19%, 1,261,194명이 가톨릭교를 믿으며, 이는 총 기독교인의 83.5%에 해당한다.
포르투갈의 선교로 인해, 스리랑카의 가톨릭에는 포르투갈식 성이 다수 남아 있다. 포르투갈이 쫓겨난 후 네덜란드가 개신교를 전파하려고 시도하였지만, 성공적이지 못했다. 스리랑카에는 대주교 1명과 주교 11명이 있다.
1. 콜롬보 대교구
2. 갈 교구
3. 라트나푸라 교구
4. 만나르 교구
5. 바둘라 교구
6. 바티칼로아 교구
7. 아누라다푸라 교구
8. 자프나 교구
9. 칠라우 교구
10. 캔디 교구
11. 쿠루네갈라 교구
12. 트링코말리 교구

## 개신교
201년 인구 조사 기준, 스리랑카 인구의 1.43%, 290,967명이 개신교를 믿는다. 실론 오순절 선교회는 스리랑카에 교회 70곳, 신자 16,500명이 있다. 1988년 기준 침례교 세계연맹과 연관이 있는 사람은 약 2,000명이었다. 실론 복음주의 루터교회의 신자는 1,200명이며, 예수 그리스도 후기 성도 교회도 스리랑카에 신자 1,200명이 있다고 주장하고 있다.
스리랑카의 개신교 교회는 성공회, 감리교회, 침례교, 구세군이 있다. 실론 성공회는 주외 성공회로 분류되며, 성공회 연합 소속 남인도 성공회는 자프나에 교구가 있다. 감리교는 학교 187곳을 열었지만, 정부의 장악으로 콜롬보에 두 곳밖에 남아 있지 않다. 스리랑카에서 감리교 신자는 4만 명 이상이며, 교회 200곳, 목사 120명이 있다. 감리교는 모라투와와 네곰보에 집중되어 있다.
스코틀랜드 교회의 집회로서 콜롬보 성 앤드루 교회가 있으며, 관리 차원에서 스코틀랜드 국제 노회 소속으로 되어 있다.
여호와의 증인이 2015년 출판한 책에 따르면, 스리랑카에는 교인 6,671명이 있다.

### 미국 선교회
영국령 실론 시기, 영국 정부가 재정 확보를 위해 스리랑카에서의 교육 예산을 감축함으로 인해, 스리랑카의 교육은 기독교 선교단의 교육 활동에 크게 의존하게 되었다. 이 중 상당수는 1813년 자프나에서 사무엘 뉴웰이 설립한 미국 실론 선교단이 수행했다. 미국 실론 선교단은 타밀족이 다수인 스리랑카 북부에서 선교 활동을 진행했다.

### 루터교회
실론 복음주의 루터교회는 스리랑카에 등록된 유일한 루터파 교회로, 중부주 누와라엘리야의 차 플랜테이션을 중심으로 열두 교구가 있다.

#### 역사
2012년 기준, 스리랑카의 기독교인 분포.
당초 이름은 랑카 루터교회였으며, 2015년 루터교회 미주리시노드가 주도권을 잡으며 2017년 이름을 실론 복음주의 루터교회로 변경하였다.
실론 복음주의 루터교회에 처음 임명된 목사는 그나나쿠마르 목사로, 10년 넘게 교구 목사직을 수행하다가 2017년 9월 2일 실론 복음주의 루터교회의 아시아 지사장으로 임명되었다. 같은 날 실론 복음주의 루터교회의 남아시아 신학 교육자 에드워드 나우만 목사는 실론 복음주의 루터교회의 공식 출판사를 설립하였다.

#### 교회 구조
실론 복음주의 루터교회는 주교제를 채택하고는 있지만, 관련이 깊은 루터교회 미주리시노드가 회중제를 유지하고 있기 때문에 중요한 교리로 여겨지지는 않는다. 현재까지 주교가 임명된 적은 없다.

#### 다른 루터교회와의 관계
실론 복음주의 루터교회는 국제 루터교 평의회의 회원이지만, 루터교 세계 연맹과의 공식적인 관계는 없다. 2018년 9월 26일, 국제 루터교 평의회가 실론 복음주의 루터교회를 정회원으로 받아들임으로서, 국제적 인정을 확보하였다.
실론 복음주의 루터교회는 정책적으로 루터교회 미주리시노드의 성직자와 관련된 교회를 모두 '인정된 성직자'로 분류하여 교구에서 말씀과 성찬을 베푸는 것을 허용하고 있다.

## 같이 보기
- 스리랑카의 종교
- 2019년 스리랑카 부활절 폭탄 테러